# محمد أقا عليا
محمد أقا عليا (بالفارسية: محمدآقا علیا) هي قرية تقع في قسم ببه‌جيك (مقاطعة تشالدران) في إيران. يقدر عدد سكانها بـ 27 نسمة .